# Jürgen Wegener (Maler, 1901)
Jürgen Wegener (* 18. September 1901 in Stolp; † 19. Juli 1984 in Tutzing) war ein deutscher Maler.

## Leben
Jürgen Wegener wurde als Sohn eines Theologen und Altphilologen 1901 in Stolp in Pommern geboren. Nach seinem Abitur 1919 begann er ein Studium der Kunstgeschichte in Graz und für Wandmalerei und Bühnenbildnerei an der Kunstakademie Berlin. Außerdem absolvierte er eine Malerlehre.
1927 wurde er Bühnenbildner am Ostdeutschen Landestheater in Berlin und bekam später einen Professorentitel verliehen.
Im Jahr 1930 erhielt Wegener einen Lehrauftrag für Wandmalerei an der Staatlichen Hochschule für Bildende Künste (ehemals Bauhaus) in Weimar, wo nach der Etablierung der nationalsozialistischen Thüringischen Landesregierung der größte Teil der Lehrenden entlassen worden war. In der Zeit des Nationalsozialismus war Wegener ein Vertreter der sogenannten Deutschen Kunst. U.a. war er 1934 und 1944 auf den Großen Deutschen Kunstausstellungen in München mit zwei Bildern vertreten, von denen die Deutsche Arbeitsfront 1944 das Ölgemälde "Kindertheater" erwarb.
Bis zum Kriegsende 1945 malte er dreizehn Kirchen in Thüringen aus, außerdem schuf er Wandgemälde an öffentlichen Gebäuden, z. B. das Wandbild im Rathaus der Stadt Pößneck Bestätigung der verliehenen Rechte.
Bei Kriegsende schloss er sich einem bayerischen Kameraden an und kam bis zum Starnberger See, wo er eine Bleibe fand.
Die Eröffnung der Ausstellung im Pöckinger Rathaus im Juli 1984 erlebte er nicht mehr. Wenige Tage vorher verstarb der 83-jährige an doppelter Lungenentzündung.